# La Dauphine
La Dauphine fue una carabela francesa construida en el astillero real de Le Havre; fue llamada así en honor al príncipe heredero francés (delfín o Dauphin).
En 1523, al mando del almirante italiano Giovanni da Verrazzano y por orden de Francisco I de Francia, realizó un viaje a América. El propósito inicial del viaje era encontrar una ruta hacia Catay (China) para favorecer el comercio francés. Llegó hasta la actual Carolina del Norte, donde encalló en el cabo del Miedo. Realizó una exploración de la costa hasta llegar a la bahía de Nueva York, donde también se aventuró por el río Hudson.
Regresó a Europa, llegando a Dieppe el 8 de julio de 1524.